# Rover Streetwise
Rover Streetwise — компактный британский автомобиль производства MG Rover. Он был основан на Rover 25, но имел увеличенный дорожный просвет и более массивные бамперы. Автомобиль позиционировался компанией Rover как «городской внедорожник». Производство закончилось в апреле 2005 года из-за банкротства MG Rover, но вновь появилось в марте 2008 года в Китае как MG 3 SW после покупки активов MG Rover компанией Nanjing Automobile Group.

## История
Rover Streetwise был попыткой Rover привлечь внимание молодых водителей. Rover модернизировал существующие модели в 1999 году, обновив модели 25 и 45 и разработав 75, но продажи Rover упали, а бренд потускнел после продажи Rover консорциуму Phoenix в марте 2000 года компанией BMW. Хотя новые модели находились на стадии планирования, моделям 25 и 45 должно было исполниться не менее десяти лет, прежде чем новые модели будут выпущены на рынок. Phoenix владела правами на бренд MG и с некоторым успехом продавала ZR, ZS и ZT, модернизируя существующие модели 25, 45 и 75. Сюда вошли изменённая подвеска, новые колёса, изменённые вставки на приборной панели, другие сиденья и обвесы.
Поскольку бренд MG стал популярным, MG Rover Group обратила своё внимание на бренд Rover. Автомобили под маркой Rover имели довольно уравновешенный имидж и обычно ассоциировались с пожилыми автомобилистами. Таким образом, MG Rover попыталась привлечь более молодой рынок. Компания MG Rover решила разработать автомобиль для нишевого рынка и выбрала внешний вид «город на дороге», аналогичный Audi A6 Allroad, Škoda Octavia Scout, Volvo XC70 и Volkswagen Polo Fun/CrossPolo. Streetwise прекратил производство в апреле 2005 года, когда Rover прекратил торговлю и перешёл в администрацию.

## Дизайн и комплектации
Streetwise был спроектирован как полноприводный городской автомобиль с колёсной формулой 4х4. Высота дорожного просвета Streetwise была на 10 мм выше, чем у базовой модели 25, и, хотя она имела многие общие характеристики с моделью 25, визуально она отличалась большими ударопоглощающими серыми или чёрными пластиковыми бамперами. В отличие от остальной части моделей Rover и MG, бамперы Streetwise не имели цветовой маркировки. Передние указатели поворотов были переработаны, чтобы дополнить круглые фары, и большинство моделей в стандартной комплектации поставлялись с массивными шестнадцатидюймовыми колёсами. Чтобы расширить грузовое пространство, Streetwise был оснащён универсальными рейками на крыше, которые также отличали Streetwise от ZR и 25, в дополнение к стандартным задним сиденьям, разделённым в соотношении 60/40. Streetwise предлагал на выбор спортивный интерьер с четырьмя или пятью сиденьями (опционально). Стандартные четыре сиденья имели два отдельных задних сиденья и разделяющую центральную консоль, а на всех моделях кузов облегал передние спортивные сиденья, отделанные полукожей на моделях SE и более поздних моделях GSi. Все модели оснащались подушкой безопасности водителя, PAS, центральным замком с дистанционным управлением с периметрической сигнализацией и ABS. В модели S были добавлены электрические передние стеклоподъёмники, наружные зеркала в цвет кузова, 16-дюймовые легкосплавные диски с защитными колёсными гайками, CD-тюнер с задними динамиками и пульт дистанционного управления аудиосистемой на рулевом колесе. В топовых моделях SE дополнительно были добавлены кондиционер, электрические наружные зеркала, кожаный руль и ручка переключения передач, частично кожаные сиденья с задними подголовниками, цвет облицовки сидений на выбор, передние противотуманные фары и вставки на бампере в цвет кузова. Другие небольшие изменения включали обновлённую центральную консоль и обновлённые синие циферблаты приборов. Все Streetwise оснащены Trafficmaster Alert — устройством раннего предупреждения, предупреждающим водителей о перегруженных маршрутах. Streetwise также поставлялся с задними датчиками парковки в качестве опции или в стандартной комплектации для более высоких моделей. 
- Вид сзади

## Двигатели
Двигатели Streetwise были доступны в вариантах 1,4, 1,6, 1,8 (автомат) и 2,0 TD. 1,6 и 1,8 были менее распространены. 
| Годы      | Модель и трансмиссия | Двигатель | Мощность  | Крутящий момент        | Максимальная скорость | 0–100 км/ч | Экономия (MPG imp)  | Выбросы ( CO2 ) |
| Бензин    | Бензин               | Бензин    | Бензин    | Бензин                 | Бензин                | Бензин     | Экономия (MPG imp)  | Выбросы ( CO2 ) |
| --------- | -------------------- | --------- | --------- | ---------------------- | --------------------- | ---------- | ------------------- | --------------- |
| 2003–2005 | 1.4 16v 84 MT        | 1.4 л     | 83 л. с.  | 110 Н·м (81 фунт·фут)  | 169 км/ч (105 миль/ч) | 11,8 сек.  | 41,3 миль на галлон | 164 г/км        |
| 2003–2005 | 1.4 16v 103 MT       | 1.4 л     | 102 л. с. | 123 Н·м (91 фунт·фут)  | 180 км/ч (112 миль/ч) | 10.2 сек.  | 41,3 миль на галлон | 164 г/км        |
| 2003–2005 | 1.6 16v MT           | 1.6 л     | 109 л. с. | 145 Н·м (107 фунт·фут) | 190 км/ч (118 миль/ч) | 9,3 сек.   | 37,0 миль на галлон | 179 г/км        |
| 2003–2005 | 1.8 16v Stepspeed    | 1.8 л     | 115 л. с. | 160 Н·м (118 фунт·фут) | 185 км/ч (115 миль/ч) | 9,5 сек.   | 34,7 миль на галлон | 194 г/км        |
| Дизель    |                      |           |           |                        |                       |            |                     |                 |
| 2003–2005 | 2.0 TD 101 MT        | 2.0 л     | 100 л. с. | 240 Н·м (177 фунт·фут) | 182 км/ч (113 миль/ч) | 9,9 сек.   | 53,8 миль на галлон | 150 г/км        |

## MG3 SW
В феврале 2008 года Streetwise, переименованный в MG3 SW, был перезапущен в Китае компанией Nanjing Automobile Group.